# Jugoslavia ai V Giochi olimpici invernali
La Jugoslavia partecipò ai V Giochi olimpici invernali, svoltisi a Sankt Moritz, Svizzera, dal 30 gennaio all'8 febbraio 1948, con una delegazione di 17 atleti impegnati in quattro discipline.